# Andromeda glaucophylla
Andromeda polifolia là một loài thực vật có hoa trong họ Thạch nam. Loài này được Link mô tả khoa học đầu tiên năm 1821.

## Hình ảnh

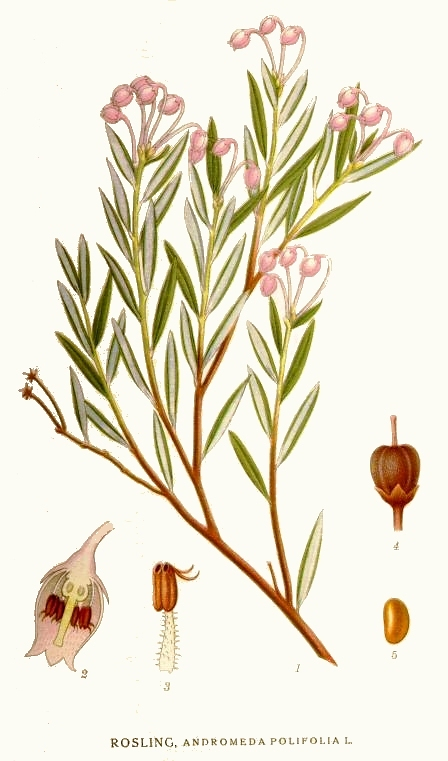
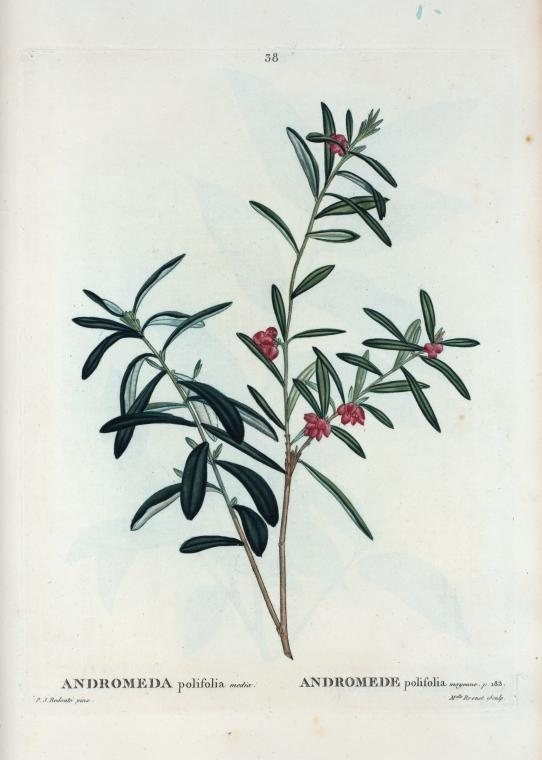
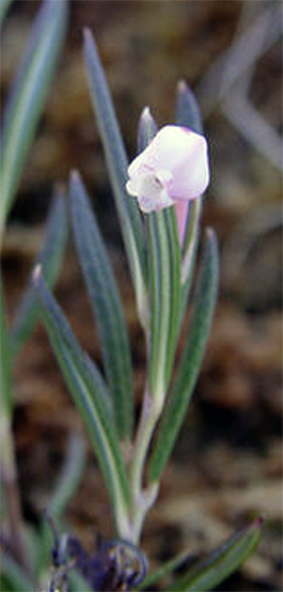
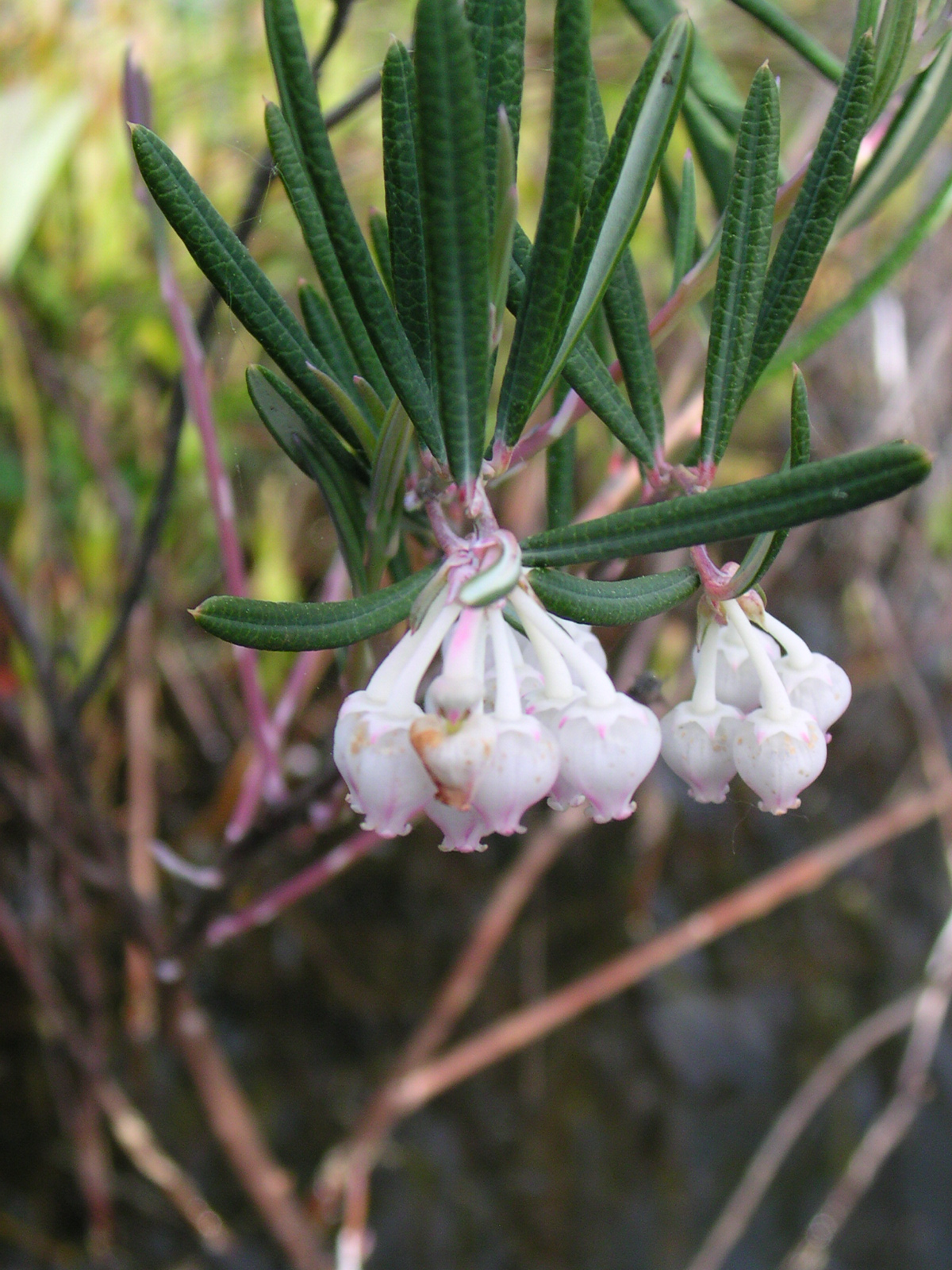